# Tucales terrenus
Tucales terrenus là một loài bọ cánh cứng trong họ Cerambycidae.